# Atractocarpus macarthurii
Atractocarpus macarthurii är en måreväxtart som först beskrevs av Ferdinand von Mueller, och fick sitt nu gällande namn av Christopher Francis Puttock. Atractocarpus macarthurii ingår i släktet Atractocarpus och familjen måreväxter. Inga underarter finns listade i Catalogue of Life.